# Matthew Broome
Pour les articles homonymes, voir Broome (homonymie).
Matthew James Broome est un acteur anglais, principalement connu pour jouer le rôle de Guy Thwarte dans la série britannique The Buccaneers (depuis 2023). En 2025, il est en tête d'affiche du remake du film espagnol À contre-sens, baptisé À contre-sens : Londres.

## Biographie

### Jeunesse
Né le 24 février 2001, Matthew James Broome grandit à Northampton, en Angleterre, avec ses deux parents et sa sœur Emily. Il étudie à l'école Caroline Chisholm dans le sud de Northampton. Très sportif durant son adolescence, il s'intéresse à la comédie à l'âge de 14 ans, et intègre alors la compagnie de théâtre Northampton Musical Theatre Company's (NMTC) Youth Society. Il suit ensuite une formation au National Youth Theatre. En 2019, il ressort diplômé de l'école St John's de Leatherhead.
Alors qu'on lui propose une bourse d'études pour intégrer l'université d'Oxford, Matthew Broome refuse cette offre, afin de poursuivre ses études à la Guildhall School of Music and Drama, dont il est ressorti diplômé en 2022 avec un Bachelor of Arts. Gymnaste de très haut niveau, Matthew Broome devient entraîneur de gymnastique pour les enfants, en parallèle à sa formation pour devenir acteur.

### Carrière
Durant sa troisième et dernière année d'études à la Guildhall School of Music and Drama, Matthew Broome signe un contrat avec l'agence artistique United Agents, puis obtient son premier grand rôle dans la série historique britannique The Buccaneers, adaptée du roman Les Boucanières d'Edith Wharton - dont le tournage débute alors en mars 2022. La série est diffusée sur Apple TV+ depuis le 8 novembre 2023.
En avril 2022, il joue dans la pièce de théâtre Scandaltown de Mike Bartlett, qui se produit au Lyric Theatre. L'année suivante, il joue dans la pièce La Comédie des erreurs, qui se produit au théâtre du Globe, puis dans la pièce La Nuit des rois dans le rôle de Sebastian. 
Au printemps 2024, il est annoncé au casting du remake britannique du film espagnol À contre-sens, ainsi baptisé À contre-sens : Londres aux côtés d'Asha Banks, sorti sur Amazon Prime le 13 février 2025. En mai 2025, Amazon Prime annonce deux suites au film À contre-sens : Londres.

## Filmographie

### Cinéma
- 2025 : À contre-sens : Londres : Nicholas « Nick » Leister
- 2026 : À contre-sens 2 : Londres : Nicholas « Nick » Leister
- 2027 : À contre-sens 3 : Londres : Nicholas « Nick » Leister

### Télévision
- Depuis 2023 : The Buccaneers : Guy Thwarte

## Théâtre
- 2022 : Scandaltown au Lyric Theatre : Jack Virtue
- 2023 : La Comédie des erreurs au théâtre du Globe : Antipholus d'Éphèse
- 2023 : La Nuit des rois au théâtre du Globe : Sebastian